# Ed Ellis
Edwin „Ed“ E. Ellis Jr. (geboren 25. Mai 1954 in Paducah) ist ein amerikanischer Eisenbahnmanager.

## Leben
Ed Ellis wuchs in Paducah auf. Von 1974 bis 1976 studierte er an der University of Tennessee Verkehrswesen. Zur gleichen Zeit arbeitete er von Mai 1973 bis Juni 1975 bei der Illinois Central Gulf Railroad als Brakeman, Switchman und Engine Forman. Nach der Beendigung des Studiums startete er seine Berufskarriere im Management der Chicago and North Western Railway (CNW). 
Ende der 1970er Jahre kam es durch den Railroad Revitalization and Regulatory Reform Act 1976 und den Staggers Rail Act 1980 zu tiefgreifenden Deregulierungen im Schienenverkehr der Vereinigten Staaten. Ed Ellis war dabei in der strategische Neuausrichtung des Unternehmens und die Anpassung an die neuen Markterfordernisse eingebunden. Seine Tätigkeit bei der CNW beendete er im März 1983. Danach war er an der Gründung der Shortline-Holding Chicago West Pullman Transportation beteiligt. Die Position des Executive Vice President dieser Gesellschaft hatte er bis zum April 1992 inne. Anschließend wechselte er zur Holdinggesellschaft RailTex und war vor allem im Bereich Flottenmanagement tätig.
Ab September 1996 bis zum Mai 2001 war er Vizepräsident für Post und Expressgut bei der staatlichen Bahngesellschaft Amtrak. Während dieser Zeit steigerte er den Umsatz dieser Sparte von 44 Millionen Dollar auf 120 Millionen Dollar. Im Mai 2001 gründete er die Bahn-Holding Iowa Pacific Holdings. Diese Gesellschaft betreibt mehrere Bahngesellschaften im Güterverkehr, Personenverkehr und Tourismusverkehr.     
Ed Ellis war Kolumnist der amerikanischen Eisenbahnzeitschrift Trains. Er ist verheiratet und hat drei Kinder.